# 小黑家的壁櫥無法使用的原因
《小黑家的壁櫥無法使用的原因》是由華華蕾創作的日本四格漫畫作品。2015年8月27日發表於正式創刊的四格漫畫雜誌《COMIC CUNE》發表。於2018年1月27日發售的《COMIC CUNE》2018年3月號發表最終回。單行本全2冊。ComicWalker網站以為名發表。

## 故事
該作品主角紺野黑美的房間內有一個長久沒有打開壁櫥，某天在蟑螂屋捕捉到一只會說話的倉鼠熊野·金太之後，她才知道他的壁櫥變成了與宇宙某處連接的蟲洞，並受到宇宙的關注，紺野黑美今後的生活會變得怎樣呢？

## 登場角色
紺野黑美
中學2年級學生。
小桃
中學2年級學生。
熊野·金太
倉鼠型外星人。

## 出版書籍
| 冊數 | KADOKAWA      | KADOKAWA               | 台灣角川      | 台灣角川               |
| 冊數 | 初版發售日期  | ISBN                   | 初版發售日期  | ISBN                   |
| ---- | ------------- | ---------------------- | ------------- | ---------------------- |
| 1    | 2017年2月27日 | ISBN 978-4-04-068687-5 | 2019年4月18日 | ISBN 978-957-564-882-4 |
| 2    | 2018年4月27日 | ISBN 978-4-04-069560-0 | 2019年4月18日 | ISBN 978-957-564-883-1 |